# Ørn-Horten
Maillots
Le FK Ørn-Horten est un club norvégien de football basé à Horten.

## Historique
- 1904 : fondation du club sous le nom de Ørn FK
- 1995 : le club est renommé FK Ørn-Horten

## Palmarès
- Coupe de Norvège
  - Vainqueur : 1920, 1927, 1928, 1930
  - Finaliste : 1916, 1926, 1929, 1932